# Czeremcha (roślina)
Czeremcha (Padus Mill.) – rodzaj roślin z rodziny różowatych wyróżniany w niektórych, zwłaszcza dawniejszych systemach klasyfikacyjnych. W nowszych ujęciach gatunki tu zaliczane włączane są do sekcji Laurocerasus w obrębie rodzaju śliwa (Prunus). Zaliczano tu około 20 gatunków. Większość z nich (16 gatunków) występuje we wschodniej Azji, w Ameryce Północnej rosną dwa lub trzy gatunki w zależności od ujęcia, jeden gatunek (czeremcha zwyczajna) pochodzi z Europy.

## Systematyka
Rodzaj Padus wyróżniony został w 1754 przez Philipa Millera i przyjęty został w wielu systemach klasyfikacyjnych. Karol Linneusz włączył zaliczane tu gatunki do rodzaju Prunus, w ramach którego wyodrębniane były jako podrodzaj Padus. Po raz pierwszy pomysł scalenia wszystkich gatunków śliw w szeroko ujmowany rodzaj Prunus opublikowany został przez Benthama i Hookera w 1865. Podrodzaj Padus był wyróżniany jako jeden z kilku w jego obrębie. Koehne w 1893 podzielił ten podrodzaj na dwie sekcje Laurocerasus Benth. & Hook. i Eupadus. W szeroko zaakceptowanej klasyfikacji Rehdera z 1940 podrodzaj Padus był jednym z pięciu taksonów tej rangi w obrębie rodzaju Prunus, w tym obok m.in. podrodzaju Laurocerasus.
Podziały dokonywane na podstawie różnic morfologicznych wskazywały na bliskie relacje Padus i Laurocerasus – w obu tych rodzajach, podrodzajach lub sekcjach (w zależności od ujęcia) kwiaty skupione są w szczytowych gronach. Różnicą między nimi jest dominacja roślin zrzucających liście w pierwszym przypadku i zimozielonych w drugim. Badania molekularne z początków XXI wieku podważyły tradycyjne klasyfikacje śliw. Okazało się z nich, że Padus jest grupą polifiletyczną w obrębie rodzaju Prunus s.l., w szczególności wymieszane są na drzewie filogenetycznym przedstawiciele podrodzajów Padus i Laurocerasus. Brak potwierdzenia monofiletyczności także dla innych taksonów w obrębie szeroko ujmowanych śliw, tj. podważenie trafności dotychczasowych klasyfikacji rodzajów (podrodzajów) w obrębie grupy Prunus s.l., stało się powodem preferowania łączenia wszystkich taksonów z tej grupy do jednego zbiorowego rodzaju Prunus. W jego obrębie podrodzaj Padus (określany też mianem grupy lub kompleksu Padus-Laurocerasus dla uniknięcia ścisłych rozstrzygnięć taksonomicznych) obejmuje gatunki zarówno tradycyjnie zaliczane do Padus, jak i Laurocerasus, w niektórych analizach także Pygeum i Maddenia.
Gatunki czeremch zaliczane do flory Polski
- czeremcha amerykańska (Padus serotina (Ehrh.) Borkh. ≡ Prunus serotina Ehrh.) – antropofit zadomowiony
- czeremcha skalna (Padus petraea Tausch ≡ Prunus avium (L.) L.)
- czeremcha wirginijska (Padus virginiana Mill. ≡ Prunus virginiana L.) – gatunek uprawiany
- czeremcha zwyczajna (Padus avium Mill. ≡ Prunus avium (L.) L.)

Pozostałe gatunki według The Plant List
- Padus australis (Beadle) Beadle
- Padus brachypoda (Batalin) C.K. Schneid.
- Padus brunnescens T.T. Yu & T.C. Ku
- Padus buergeriana (Miq.) T.T. Yu & T.C. Ku
- Padus capollin (Ser. ex DC.) C.K. Schneid.
- Padus cornuta (Wall. ex Royle) Carrière
- Padus cuthbertii (Small) Small
- Padus grayana (Maxim.) C.K. Schneid.
- Padus integrifolia T.T. Yu & T.C. Ku
- Padus laxiflora (Koehne) T.C. Ku
- Padus maackii (Rupr.) Kom.
- Padus nana (Du Roi) Borkh.
- Padus napaulensis (Ser.) C.K. Schneid.
- Padus obtusata (Koehne) T.T. Yu & T.C. Ku
- Padus perulata (Koehne) T.T. Yu & T.C. Ku
- Padus schuebeleri (Orlova) Czerep.
- Padus ssiori (F. Schmidt) C.K. Schneid.
- Padus stellipila (Koehne) T.T. Yu & T.C. Ku
- Padus velutina (Batalin) C.K. Schneid.
- Padus wilsonii C.K. Schneid.